# Wasp Hill
Der Wasp Hill ist ein etwa 70 m (nach bulgarischen Angaben 72 m) hoher Hügel auf der Livingston-Insel im Archipel der Südlichen Shetlandinseln. Auf der Byers-Halbinsel ragt er 1,1 km nordwestlich des Sealer Hill auf.
Das UK Antarctic Place-Names Committee benannte ihn 1993 nach dem US-amerikanischen Schoner Wasp unter Kapitän Robert Johnson, der zwischen 1821 und 1822 zur Robbenjagd in den Gewässern um die Südlichen Shetlandinseln operierte.